# Yazid Mansouri
Yazid Mansouri - em árabe: يزيد منصوري‎‎ - (Revin, França, 25 de fevereiro de 1978) é um futebolista da franco-argelino que joga na posição de meio-campo. Atualmente joga no Al-Sailiya.

## Carreira
Mansouri representou o elenco da Seleção Argelina de Futebol no Campeonato Africano das Nações de 2010.